# 25577 Wangmanqiang
25577 Wangmanqiang (tên chỉ định: 1999 XN213) là một tiểu hành tinh vành đai chính. Nó được phát hiện bởi dự án Nghiên cứu tiểu hành tinh gần Trái Đất Lincoln ở Socorro, New Mexico, ngày 14 tháng 12 năm 1999. Nó được đặt theo tên Wang Manqiang, a Chinese high school student whose plant sciences team project won second place ở the 2009 Giải thưởng Khoa học và Kỹ thuật Intel.